# 신명기 법전
신명기 법전(Deuternomic code) 혹은 신명기 문서(D문서)는 히브리어 성경 신명기 12장부터 26장까지의 부분을 부르는 성서비평학계의 용어이다. 이스라엘과 야훼 사이의 특별한 관계를 설명하고, "종교 의식과 의식의 순결, 민법과 형법, 전쟁 수행을 포함한 다양한 주제"를 다루는 지침을 서술한다. 또한 출애굽기 20-23장에 있는 언약문서처럼 모세오경에서 발견되는 다른 문서 모음집과 유사하지만 다른 성격을 가진 것으로 취급된다. 이는 저자가 아니라, 그 윤리적, 양식적 성격상 십계명이 학문적으로 그 자체로 주제로 취급되기 때문이다.

## 제작 시기 및 저자
신명기 법전에 기록된 율법이 최초로 만들어진 연대를 측정하는 것은 어렵다. 신명기에는 “네 하나님 여호와께서 택하신 곳”(신명기 12:5) 밖에서 제사를 드리는 것을 금지하고 민족의 성소에서 유월절 제사를 지내는 것(신명기 16:1-8) 등 신명기에서만 나타나는 여러 율법이 있다. 심지어 이는 모세 오경의 다른 책과 대조되는데, 이 책들에서는 특별한 정죄 없이 이스라엘 전역에 산재된 제단을 언급한다. 신명기에 기록된 율법은 요시야 왕 치하에서 처음으로 준수도니 것으로 보이는데, 이러한 차이는 다른 모세오경과 달리 신명기가 요시야 시기에 기록되었다는 이론의 근거로 제시된다. 그 외의 다른 율법은 토라의 다른 곳에서도 찾을 수 있으며, 신명기의 저자(들)는 그러한 율법의 영향을 받았을 가능성이 크다. 성서 학자인 마이클 코건(Michael Coogan)은 출애굽기 20:22-23:33과 출애굽기 34에서 각각 발견되는 언약의 문서와 의식의 십계명이라는 두 가지 예를 언급한다.

## 특징
저자가 교훈을 더 잘 설명하기 위해, 신명기 13:4-5 및 24:9에서와 같이 역사를 비유적 표현으로 사용하였다는 것이 신명기 법전 담론의 특징이다. 율법을 다룰 때 그것들은 단순히 수집되거나 조직되기만 한 것이 아니라, 그 도덕적, 종교적 목적과 함께 이스라엘인이 마땅히 지켜야 한다고 인식되는 동기와 관련하여 기술되고 발전되었다.
신명기 법전은 특히 가난하고 소외된 사람들을 다루는 데 있어 특정한 사회적 관심을 반영한다. 신명기 법전은 여자와 어린이, 과부, 외국인 및 가난한 사람 등 하층민과 소외된 사람들을 특별히 강조한다. 신명기 15:12-15은 노예에 대한 한 가지 예를 보여준다. 신명기 법전은 사회 시스템에 내재되어 있을 수 있는 불평등과 잔학 행위로 피해를 입은 사람들에게 체계적인 법적 보상을 제공해야 한다고 말한다. 도덕 원칙의 직접 적용과 관련된 의무, 특히 정의, 성실, 형평성, 자선 및 관대함이 특히 강조된다. 예를 들어, 모든 도시에 엄격한 공평성을 지닌 판사가 임명되어야 한다고 주장하며, 다른 구절과 완전히 대조적으로 아버지가 자녀의 죄에 대해 사법적으로 정죄받지 않아야 한다고 주장하며, 그 반대의 경우도 마찬가지이다. 이러한 일반적인 자선적 성격에도 불구하고 도덕 규범 위반은 엄중하게 처벌된다. 사형은 살인뿐만 아니라 불순종, 심지어 아들의 무례한 행동에 대한 형벌이다.
신명기의 설교 양식은 매우 두드러지며, 나머지 토라의 양식과 비교할 때 특히 두드러진다. 종종 작가의 특징적인 생각을 구현하는 특정 단어와 표현이 놀라운 빈도로 반복되어 작품의 모든 부분에 독특한 색채를 줄 뿐만 아니라 작가가 자신을 표현하는 길고 구르는 구절은 히브리 문학의 새로운 특징이다. 구약성경 어디에도 그렇게 관대한 헌신이나 자애의 분위기를 풍기는 곳이 없으며, 의무가 다른 곳에서 제시될 때 그처럼 강한 웅변도 없다.

## 다른 토라 문서와의 비교

### 제사장 문서
본문 비평의 결과, 신명기는 제사장 문서와 일부 관련이 있을 뿐이며 언어적 유사성은 전혀 없는 것으로 나타난다. 제사장 문서에 성문화된 일부 제도와 의식은 실제로 언급되어 있는데, 주로 번제, 화목제, 거제, "정한 것"과 "부정한 것"의 구분, 나병에 관한 규칙 등이 있다. 그러나 그것들은 제사장 문서에서 중요한 의미가 결여되어 있다.
반대로 제사장 문서의 기본 제도인 제사장과 다른 레위 사람의 구분, 레위 사람의 성읍들, 희년, 곡식 예물, 속죄제, 욤키푸르 등은 신명기에는 전혀 언급되어 있지 않다. 문서에는 종종 큰 불일치가 있으며, 이는 어떤 경우에는 비판적 학문에 의해 공존할 수 없는 것으로 간주된다. 문서설에서, 이 큰 변화는 제사장 문서가 할당된 아론 그룹과 경쟁 관계에 있던 실로를 중심으로 한 한 무리의 제사장들이 문서를 작업한 것에서 기인했다고 설명할 수 있다.

### 성결 문서
제사장 문서와 달리 성결 문서에 포함된 법과 함께 신명기 법전에는 몇 가지 유사점이 있는데, 주로 도덕적 명령이다. 그럼에도 불구하고 그 내용은 종종 비슷하지만 표현은 거의 항상 다르다. 예를 들어 신명기 14:1의 애도에 관한 명령은 레위기 19:28을 반영하고 있으며, 마찬가지로 레위기 19:15의 혼합 계명도 다음과 같다. 신명기 16:19-20에 반영되어 있지만 둘 다 상당히 다른 표현으로 나온다. 따라서 신명기의 문서가 어떤 의미에서 성결법 자체의 확장 또는 발전이라고 말할 수는 없지만 기본 문서가 더 큰 연관성을 갖고 있는 것처럼 보인다.

### 언약 문서
비판적 학문에 관한 한, 언약 문서와 그것을 부분적으로 반복하는 의례 십계명이 신명기 법전의 기초를 형성한다고 볼 수 있다. 이것은 부분적으로는 수많은 구두적 일치, 전체 절, 때로는 전체 율법이 그대로 반복되는 것과 부분적으로는 신명기의 한 율법이 일반적으로 규정된 원리의 확장 또는 특정 경우에 대한 적용으로 구성된다는 사실에서 분명하다. 성약의 문서가나 의식 십계명에서 더 간략하게 설명한다. 예를 들어, 이것은 신명기 16:1-17에서 세 가지 연례 절기에 관해 볼 수 있다. 이 절기는 매우 기본적으로 출애굽기 23:14-17의 언약 문서에 설명되어 있다. 신명기의 새로운 민법 및 사회적 제정은 주로 규약의 입법에서 고려되는 것보다 더 고도로 조직된 공동체에서 발생할 가능성이 있는 경우를 규정하므로, 비판적인 학자들은 둘 사이의 시간에 사회의 증가된 조직을 반영하여 신명기를 규약의 발전으로 간주한다.
언약문서의 더 오래된 율법은 아모스, 호세아, 이사야의 영향을 불가피하게 암시하는 용어로 신명기에서 반복적으로 그리고 예리하게 다시 언급된다. 두 문서의 차이점은 범죄자를 대신하여 법을 더욱 강화하고 약하고 힘없는 자들에 대해 더욱 자비로운 견해를 제공하는 것으로 요약될 수 있다. 저자가 규약과 십계명을 별개의 저작으로 알고 있었는지, 아니면 신명기의 문서를 베끼는 것이 아니라 문서설로 통합한 후 여러 가지 자유로운 수정이나 확대를 하였는가는 논란의 여지가 있다. 결과적으로 비평가들 사이에서 어떤 사람들은 그것을 단순히 오래된 코드의 확장판으로 생각하는 반면, 다른 사람들은 그것을 대체하기 위한 것이라고 생각한다.
신명기에는 제사를 하나의 중앙 성소에서 드려야 한다고 엄격하게 규정되어 있다. 그러나 여호수아기부터 열왕기까지(왕상 6장) 타나크에서 희생 제물은 이야기에 등장하는 등장인물이나 또는 신명기의 법과 같은 모든 법을 어기고 있다고 화자 자신이 말하고 있다. 다른 문서는 코드가 구성되어야 하는 이후에 종료된 post quem을 보다 구체적으로 가리키는 것으로 보인다. 왕에 관한 법과 신명기 17:14-20에 나오는 "말, 아내은과 금을 늘리는 것"에 대한 금지는 솔로몬(기원전 950년경)을 회상하는 것으로 착색된 것으로 보이다., 그리고 언급된 우상 숭배의 형태, 특히 신명기 17:3에 설명된 "하늘의 군대(host of heaven)" 숭배는 아하스 통치 (기원전 730년경) 동안의 행동을 언급하는 것으로 보인다.
신명기 법전은 토라에 있는 미츠보트의 약 3분의 1에 해당하는 여러 미츠봇(mitzvot) 또는 계명으로 구성되어 있으므로 유대 율법의 주요 구성 요소이다. 몇몇 법은 토라의 다른 곳에 존재하는 법의 반복이지만, 많은 법이 주목할 만한 변형을 가지고 있으며, 그 외에도 문서 고유의 많은 추가 법이 있다.

## 상세 특징

### 토라의 다른 곳과 유사한 법
종교적 준수의 법칙
- 다른 신들을 숭배하고 인간 희생을 하는 것을 반대함, 신명기 12:29-31
- 애도의 행위로 고의적으로 몸을 훼손하는 행위를 금함, 신명기 14:1-2
- 정결하고 부정한 동물에 관하여, 신명기 14:3-20
- 인간이 죽이지 않은 동물을 먹는 것을 금함, 신명기 14:21
- 아세라 숲과 의식 기둥에 대하여, 신명기 16:21-22
- 흠 없는 희생에 대하여, 신명기 17:1

재판관에 관한 문서
- 재판관의 공정성 명령, 신명기 16:19-20

형법
- 증인에 관하여, 19:15-21
- 간음과 유혹에 관하여, 신명기 22:22-29
- 유괴에 대하여, 신명기 24:7
- 정확한 도량형에 관하여, 신명기 25:13-16

민법
- 한 번 찾은 분실물을 회복하라는 명령, 신명기 22:1-4
- 혼합 금지, 신명기 22:9-11
- 치치트에 관하여, 신명기 22:12
- 계모와 결혼하는 것을 반대함, 신명기 22:30
- 고리대금에 대하여, 신명기 23:19-20
- 서원에 관하여, 신명기 23:21-23
- 서약에 관하여 신명기 24:6 및 24:10-13
- 나병에 관하여, 신명기 24:8-9
- 품꾼의 품삯에 관하여, 신명기 24:14-15
- 나그네와 과부와 고아에 대한 공의를 명함, 신명기 24:17-18
- 곡식 조각에 관하여, 신명기 24:19-22

### 토라의 다른 곳과 다른 법
종교적 준수의 법칙
- 중앙 신성한 곳 밖에서 제물과 서원을 금함, 신명기 12:1-28
- 십일조에 관하여, 신명기 14:22-29
- 일곱째 해의 빚 탕감에 관하여, 신명기 15:1-11
- 맏아들로 야훼께 바치는 제물을 명함, 신명기 15:19-23
- 세 가지 연례 절기에 관하여, 신명기 16:1-17

형법
- 살인에 관하여, 신명기 19:1-13

민법
- 노예 제도에 관하여, 신명기 15:12-18
- 진영의 청결에 관하여, 신명기 23:9-14

### 토라 내 고유한 법
종교적 준수의 법칙
- 거짓 예언자들에 대하여, 신명기 13장
- 우상 숭배자들을 돌로 쳐 죽이라고 명령하다, 신명기 17:2-7

재판관에 관한 문서
- 각 성에서 재판관을 임명하도록 명함, 신명기 16:18
- 최고 중앙 재판소를 그곳에 두라고 명령함, 신명기 17:8-13
- 왕에 대한 제한, 신명기 17:14-20
- 레위 사람의 권리와 수입에 관하여, 신명기 18:1-8
- 미래의 (명시되지 않은) 예언자에 관하여, 신명기 18:9-22
- 신권에 대한 입장 제한, 신명기 23:1-8

군법
- 전쟁 중 행동에 관하여, 신명기 20장과 21:10-14

형법
- 추적되지 않은 살인에 대한 백성의 속죄 의식 명령, 신명기 21:1-9
- 범죄자의 시체에 관하여, 신명기 21:22-23

민법
- 경계 표시를 제거하는 것을 금하다, 신명기 19:14
- 장자에 관하여, 신명기 21:15-17
- 순종하지 않는 아들들을 돌로 쳐 죽이라고 명령함, 신명기 21:18-21
- 복장 도착 금지, 신명기 22:5
- 어미새를 둥지와 동시에 취하는 것을 금함, 신명기 22:6-7
- 난간으로 지붕을 건축하도록 명령함, 신명기 22:8
- 새로 결혼한 여자가 중상을 입는 것을 금함, 신명기 22:13-21
- 도피한 종들에 관하여, 신명기 23:15-16
- 종교적인 매춘을 반대하는, 신명기 23:17-18
- 이웃의 곡식에 관하여, 신명기 23:24-25
- 이혼에 관하여, 신명기 24:1-4
- 범죄자의 가족을 처벌하는 것에 반대함, 신명기 24:16
- 채찍의 수를 제한함, 신명기 25:1-3
- 타작하는 동안 소에게 재갈을 물리는 것에 대하여, 신명기 25:4
- 사제 결혼에 관하여, 신명기 25:5-10
- 여성에게 겸손하라고 명령함, 신명기 25:11-12

의식
- 첫 열매와 기도를 포함한 십일조 의식, 신명기 26:1-15